# Comuna Blahivka, Rovenkî
Blahivka (în ucraineană Благівка) este o comună în orașul regional Rovenkî, regiunea Luhansk, Ucraina, formată din satele Blahivka (reședința), Hrîbuvaha, Novodariivka, Platonivka și Uleanivka.

## Demografie
Componența lingvistică a comunei Blahivka
     Ucraineană (85,9%)
     Rusă (13,02%)
Conform recensământului din 2001, majoritatea populației comunei Blahivka era vorbitoare de ucraineană (85,9%), existând în minoritate și vorbitori de rusă (13,02%).